# صلات العرب بالساميين
لاحظ المعنيون بلغات "الشرق الأدنى" وجود أوجه شبه ظاهرة بين البابلية والكنعانية والعبرانية والفينيقية والأرمية والعربية واللهجات العربية الجنوبية والحبشية والنبطية وأمثالها؛ فهي تشترك أو تتقارب في أمور أصلية وأساسية من جوهر اللغة، وذلك في مثل جذور الأفعال، وأصول التصريف، تصريف الأفعال، وفي زمنيّ الفعل الرئيسيين، وهما: التام والناقص، أو الماضي والمستقبل، وفي أصول المفردات والضمائر والأسماء الدالة على القرابة الدموية والأعداد، وبعض أسماء أعضاء الجسم الرئيسية 1، وفي تغير الحركات في وسط الكلمات الذي يحدث تغيّرًا في المعنى، وفي التعابير التي تدل على منظمات الدولة والمجتمع والدين، وفي أمور مشابهة أخرى، فقالوا بوجوب وجود وحدة مشتركة كانت تجمع شمل هذه الشعوب، وأطلقوا على ذلك الأصل، أو الوحدة "الرس السامي" أو "الجنس السامي"، أو "الأصل السامي"، أو "السامية، "semites" "semitic race" "semites" وعلى اللغات التي تكلمت وتتكلم بها هذه الشعوب "اللغات السامية"، "semitic languages".
وقد أخذ من أطلق هذه التسمية، تسمية هذه من التوراة. أخذها من اسم «سام بن نوح»، جدّ هذه الشعوب الأكبر، كما هو وارد فيها. وأول من أطلقها وأذاعها بين العلماء عَلَمًا على هذه الشعوب، عالم نمساوي اسمه «أوغست لودويك شلوتسر» august ludwing schloetzer أطلقها عام «1781م» فشاعت منذ ذلك الحين، وأصبحت عند العلماء والباحثين في موضوع لغات الشرق الأدنى عَلَمًا للمجموعة المذكورة من الشعوب3 وقد أخذ «آيشورن» "joh. Cotte. Eichhorn" هذه التسمية، وسعى لتعميمها بين العلماء علمًا على الشعوب المذكورة.
وفي عام «1869م» قسم العلماء اللغات السامية إلى مجموعتين: المجموعة السامية الشمالية، والمجموعة السامية الجنوبية وتتألف المجموعة الشمالية من العبرانية والفينيقية والأرمية والآشورية والبابلية والكنعانية. وأما المجموعة الجنوبية، فتتألف من العربية بلهجات والحبشية. وعمّ استعمال هذا الاصطلاح بينهم وأصبح موضع «الساميات» من الدراسات الخاصة عند المستشرقين، تقوم على مقارنات وفحوص «أنتولوجية» و «بيولوجية» وفحوص علمية أخرى؛ فضلًا عن الدراسات التأريخية واللغوية والدينية.
وهذه القرابة الواردة في التوراة، وذلك التقسيم المذكور فيها للبشر، لا يستندان إلى أسس علمية أو عنصرية صحيحة، بل بُنِيت تلك القرابة، ووضع ذلك التقسيم على اعتبارات سياسية وعاطفية وعلى الآراء التي كانت شائعة عند شعوب الفينيقيين" و "الكنعانيين"